# Ševčenkove (Oblast' di Charkiv)
Ševčenkove (in ucraino Шевченкове?) è un insediamento rurale ucraino (6627 abitanti) nel distretto di Kup"jans'k, nell'oblast' di Charkiv. Ospita l'amministrazione della comunità territoriale di Ševčenkove, una delle comunità territoriali dell'Ucraina.
Fino al 18 luglio 2020 Ševčenkove è stato il centro amministrativo del distretto di Ševčenkove, abolito come parte della riforma amministrativa dell'Ucraina, che ha ridotto a sette il numero dei distretti dell'oblast' di  Charkiv. L'area del distretto di Ševčenkove è stata fusa nel distretto di Kup"jans'k.
Fino al 26 gennaio 2024 Ševčenkove era classificata come insediamento di tipo urbano. Da tale data è entrata in vigore una nuova legge che ha abolito questo status e Ševčenkove è stata riclassificata come insediamento rurale,

## Storia
L'insediamento fu fondato nel 1896 con il nome di Bulačelovka, dal nome del proprietario terriero locale, Bulacel. All'epoca, il villaggio faceva parte del Governatorato di Char'kov, nell'impero russo.
Nel 1935, iniziarono le pubblicazioni del giornale locale.
Durante la seconda guerra mondiale, Ševčenkove rimase sotto l'occupazione nazista dal febbraio del 1942 al febbraio del 1943.
Nel 1957, il villaggio ricevette lo status di insediamento di tipo urbano.
Nel 1989, la popolazione ammontava a 7 856 abitanti. Questo dato, negli anni, ha subito un calo lento ma costante, passando a 7100 persone nel gennaio del 2013 fino ad arrivare a 6 875 abitanti nel gennaio del 2018.
Fino al 2020, Ševčenkove era il capoluogo dell'omonimo distretto, soppresso tramite una riforma amministrativa e inglobato nel distretto di Kup"jans'k.

### Invasione russa
Durante l'invasione russa dell'Ucraina, l'insediamento è stato occupato dai russi a partire dall'11 marzo 2022, per poi essere liberato dall'esercito ucraino l'8 settembre successivo.

## Economia

### Turismo
A Ševčenkove è presente un albergo a tre stelle, il Kharkov.

## Infrastrutture e trasporti
L'insediamento è collegato alla rete ferroviaria tramite la stazione di Ševčenkove-Sud.

## Galleria d'immagini

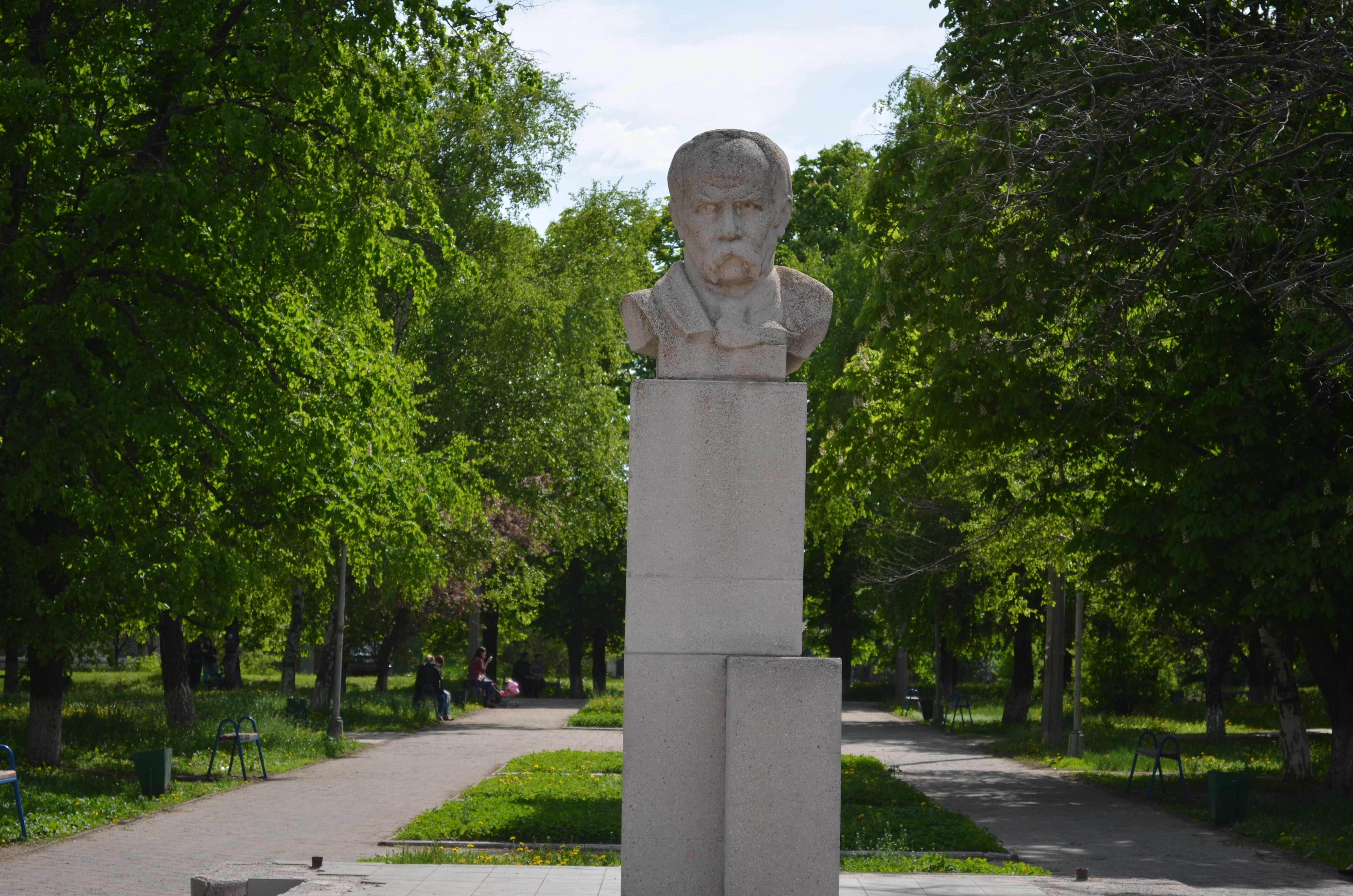
Busto del poeta Taras Ševčenko
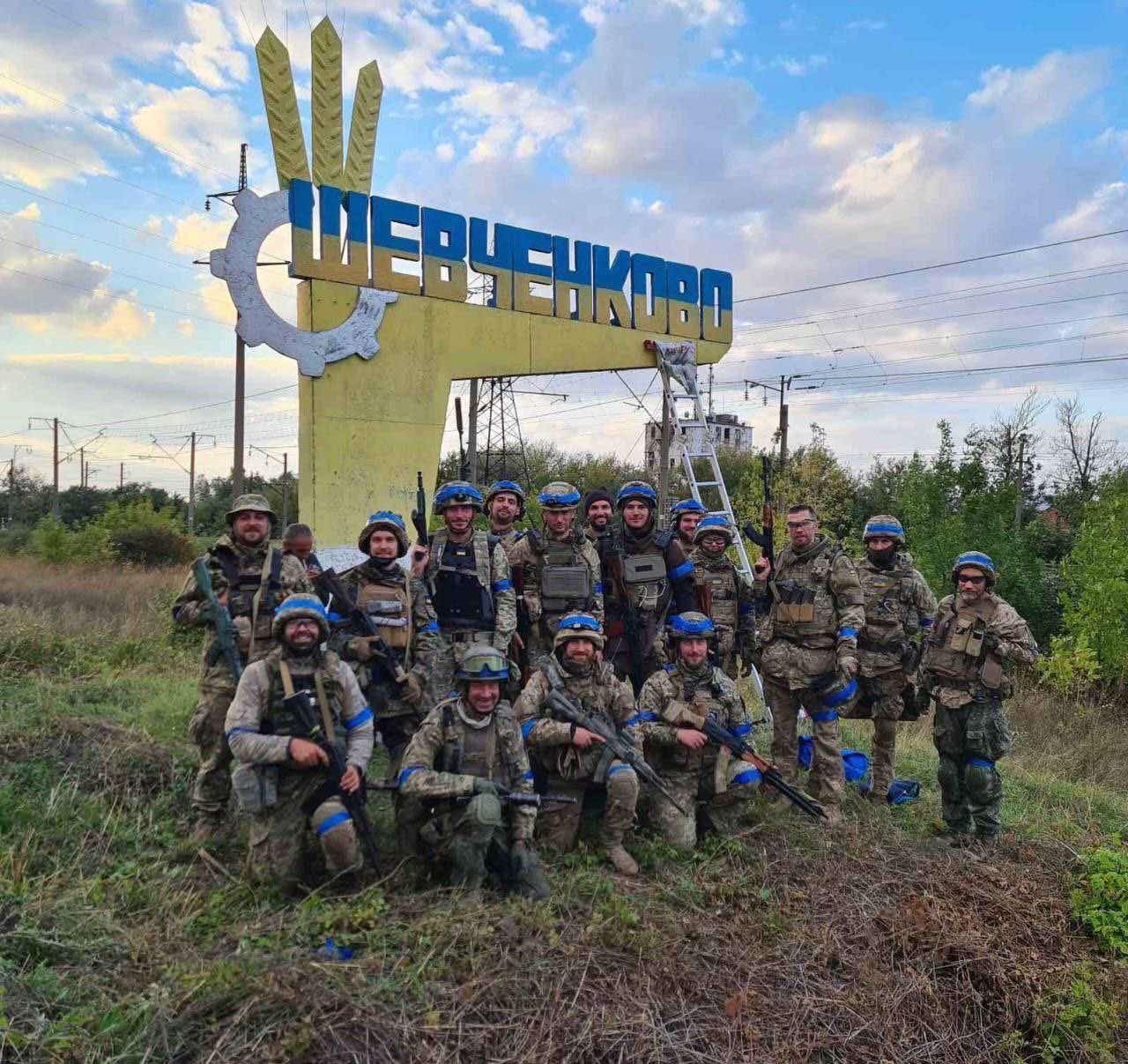
Soldati dell'esercito ucraino in posa davanti al segnale di ingresso nella città, appena ridipinto con i colori ucraini dopo la cacciata dei russi
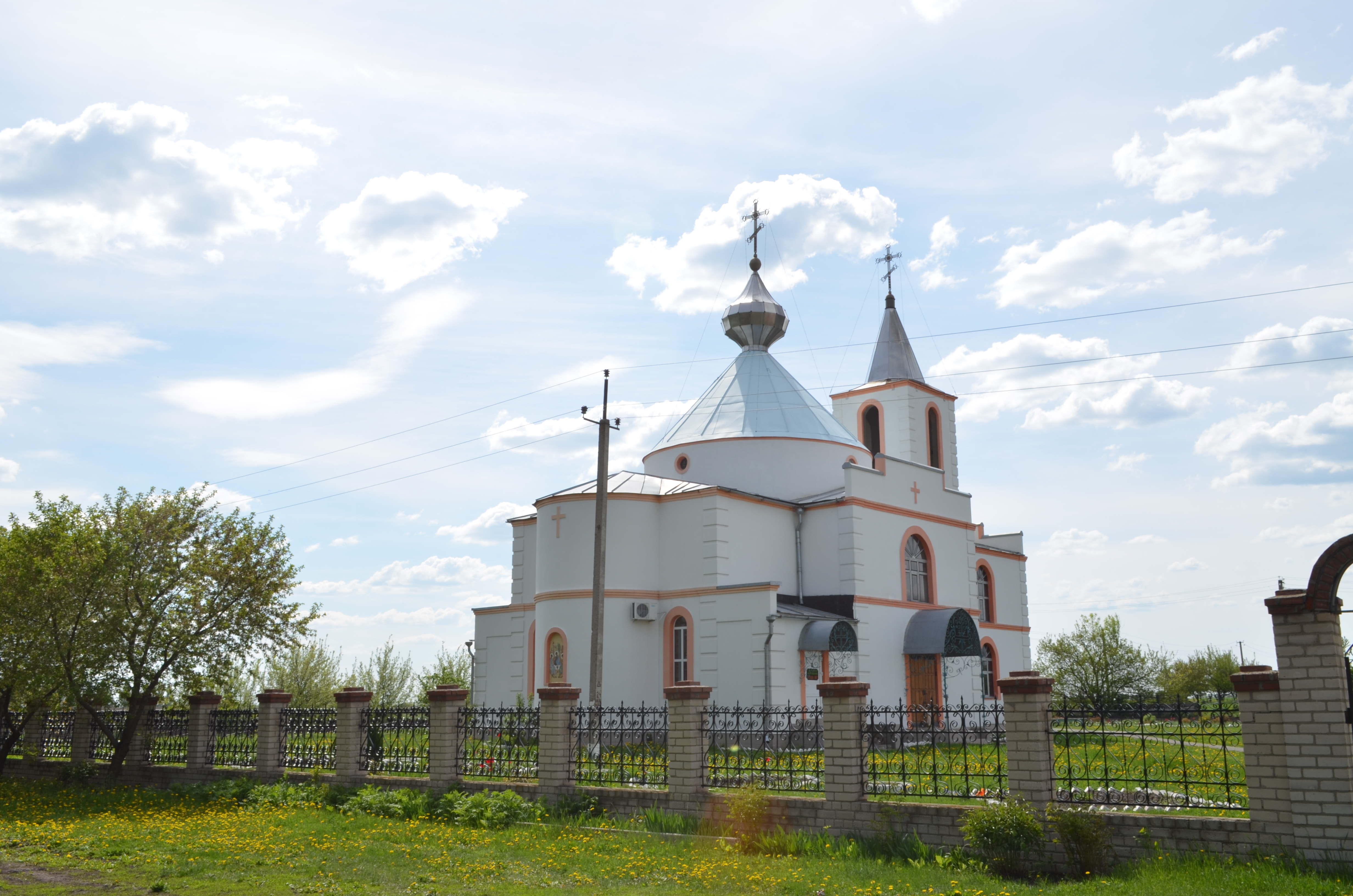
Chiesa della Santa Trinità